# Verenigde Nationale Beweging
De Verenigde Nationale Beweging (Georgisch: ერთიანი ნაციონალური მოძრაობა, Ertiani Natsionaloeri Modzraoba - ENM, in het Engels United National Movement - UNM) is een centrumrechtse partij uit Georgië. De partij werd in 2001 opgericht door Micheil Saakasjvili en regeerde van 2004 tot 2012 over Georgië.
Nadien was de Verenigde Nationale Beweging de grootste oppositiepartij. In 2025 was de partij centraal onderwerp van de Commissie-Tsoeloekiani, die vermeende misstanden tijdens regeerperiode van de partij onderzocht, met als doel de partij te ontbinden.

## Geschiedenis
Justitieminister Micheil Saakasjvili kreeg in september 2001 geen steun van president Edoeard Sjevardnadze voor zijn hervormingsplannen, waarna hij ontslag nam en in oppositie ging tegen de regering. Hij behoorde met parlementsvoorzitter Zoerab Zjvania en parlementslid Nino Boerdzjanadze tot de vleugel van zogeheten "jonge hervormers" in de Burgerunie van Sjevardnadze, die ontevreden waren over de rem op hervormingen en corruptiebestrijding door de oude garde in de partij. Medio 2001 scheidden verschillende hervormingsgezinde fracties zich af van de Burgerunie: de (Nieuwe) Nationale Beweging onder leiding van Saakasjvili, de Verenigde Democraten onder leiding van Zjvania en de conservatievere Nieuwe Rechtsen onder leiding van ondernemer David Gamkrelidze.

### Oprichting
Kort na zijn aftreden als minister won Saakasjvili in oktober 2001 als onafhankelijke kandidaat zijn parlementszetel terug in tussentijdse verkiezingen in het district Vake in Tbilisi. Zijn belangrijkste tegenstrever was Irina Sarisjvili, leider van de Nationaal-Democratische Partij. Op 17 december 2001 richtten een tiental hervormingsgezinde parlementsleden van de Burgerunie de fractie 'Beweging voor Democratische Hervorming' op. Deze werd diezelfde week de basis voor de partij 'Nieuwe Nationale Beweging' onder leiding van Saakasjvili.
Parallel daaraan nam Zjvania in oktober 2001 ontslag als voorzitter van het parlement, waarna Boerdzjanadze hem opvolgde in die rol. Zjvania richtte begin 2002 de Verenigde Democraten op en nam ruim twintig parlementsleden van de Burgerunie mee. In de zomer van 2003 voegde Boerdzjanadze zich ook bij de partij. De twee nieuwe partijen trokken vanaf het begin samen op en leidden de Rozenrevolutie van november 2003. Kort na de revolutie kwamen de partijen overeen te fuseren, wat uiteindelijk een jaar later op het partijcongres van de Nationale Beweging een feit werd. De fusiepartij ging verder onder de naam Verenigde Nationale Beweging.

### Uitdager van de macht

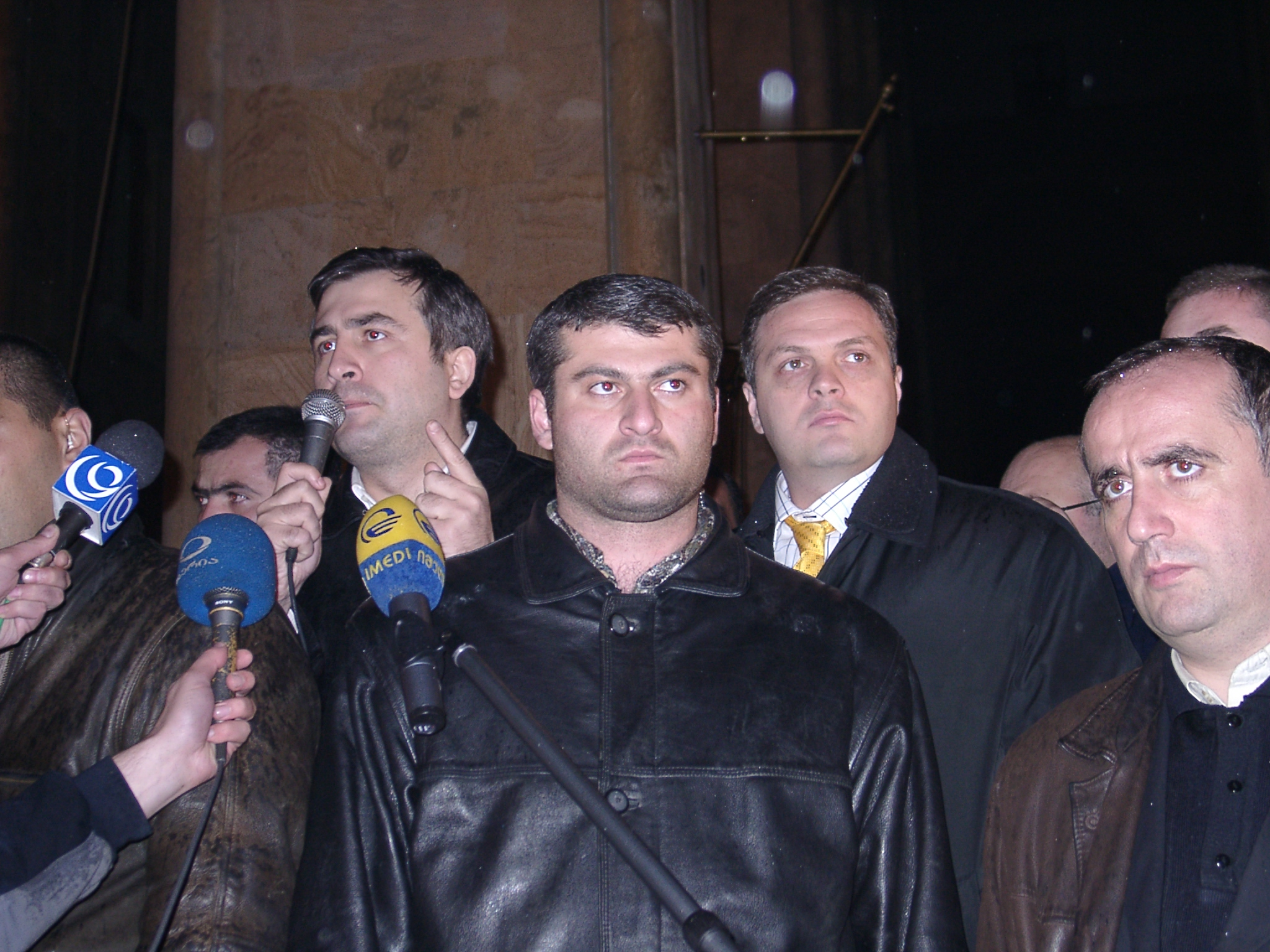
Saakasjvili spreekt menigte toe in november 2003. Tweede van rechts fractieleider van de Verenigde Democraten, Giorgi Baramidze.

De Nationale Beweging had een "revolutionaire radicale regeringswisseling" voor ogen, met als voornaamste doel om de corruptie uit te roeien. Saakasjvili gebruikte hierbij een agressieve campagne die deed denken aan de stijl en retoriek van de revolutionaire nationale beweging van midden jaren 80 van de 20e eeuw. De partij nam in juni 2002 deel aan de gemeenteraadsverkiezingen met de slogan "Tbilisi zonder Sjevardnadze", die ze adopteerde van de Republikeinse Partij, waar ze mee samenwerkte. De partij werd tweede in Tbilisi, vlak achter de Arbeiderspartij. De Burgerunie behaalde in de hoofdstad de kiesdrempel niet. Oppositiepartijen betwistten maandenlang de uitslagen in de rest van het land. In Tbilisi kwamen de Nationale Beweging en de Arbeiderspartij een samenwerking in de raad overeen.
Saakasjvili kreeg het voorzitterschap ervan, op voorwaarde dat hij zijn parlementszetel zou opgeven. Hij gebruikte zijn positie in de gemeenteraad als platform voor de strijd om het parlement een jaar later. De Nationale Beweging trok in de daaropvolgende periode gezamenlijk op met de Verenigde Democraten van Zjvania, maar in de parlementsverkiezingen van 2003 deden beide partijen apart mee. Oude tegenstellingen tussen de radicale hervormers (kamp Saakasjvili) en de gematigden (kamp Zjvania en Boerdzjanadze) stonden een gezamenlijke deelname op dat moment in de weg. Na de verkiezingen werden de uitslagen betwist vanwege fraude en braken er grote protesten uit, aangejaagd door de leiders van de Nieuwe Nationale Beweging en de Verenigde Democraten. Internationale waarnemers keurden de verkiezingen ook af. De protesten leidden drie weken later tot de val van president Sjevardnadze, in wat bekend staat als de Rozenrevolutie. Partijleider Saakasjvili had hierin een cruciale rol.

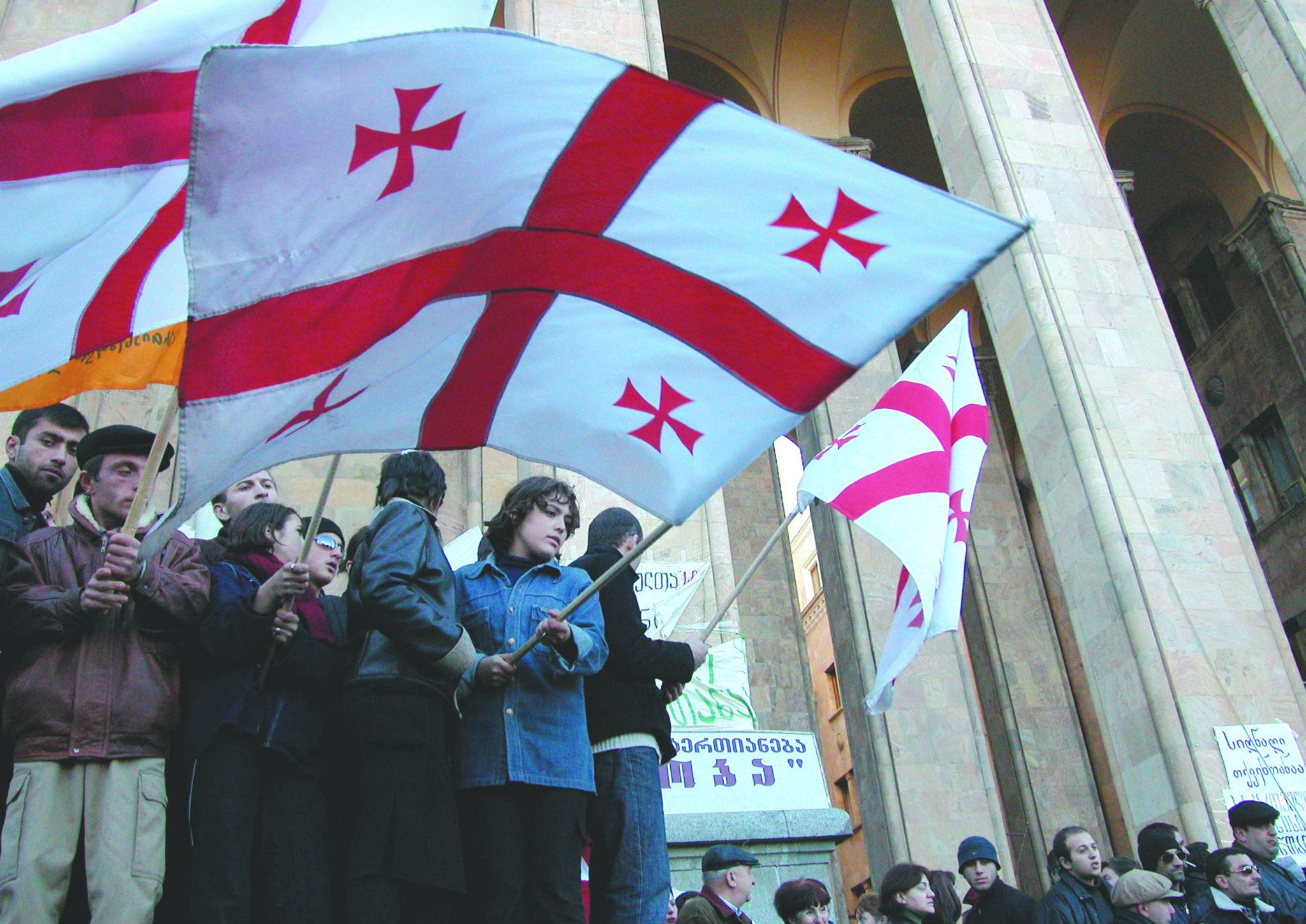
Jongeren Nationale Beweging tijdens de Rozenrevolutie. De vlag van de Nationale Beweging werd aangenomen als nationale vlag.

Een deel van de oppositie boycotte de inhuldiging van het nieuwe parlement, maar tijdens de toespraak van president Sjevardnadze drong Saakasjvili met aanhangers de plenaire zaal binnen. In de ontstane chaos moest de president afgevoerd worden. Een dag later nam hij ontslag als president, na gesprekken met Saakasjvili en Zjvania. Boerdzjanadze werd als parlementsvoorzitter vervangend staatshoofd tot de vervroegde presidentsverkiezingen zes weken later, die Saakasjvili met grote overmacht won. Zjvania werd premier in zijn kabinet. In de herhalingsverkiezing van maart 2004 voor het parlement vormden de twee partijen de alliantie 'Nationale Beweging - Democraten', aangevuld met de Republikeinse Partij. De combinatie won de verkiezing met een absolute meerderheid van stemmen. Enkele maanden na de zege verliet de Republikeinse Partij de parlementaire meerderheid en ging in oppositie tegen de regering uit onenigheid over fundamentele democratische principes en de in hun ogen oneerlijke verkiezingsgang in de autonome republiek Adzjarië in mei 2004. Op 22 november 2004 fuseerde de Verenigde Democraten in de Verenigde Nationale Beweging.

### Regeren

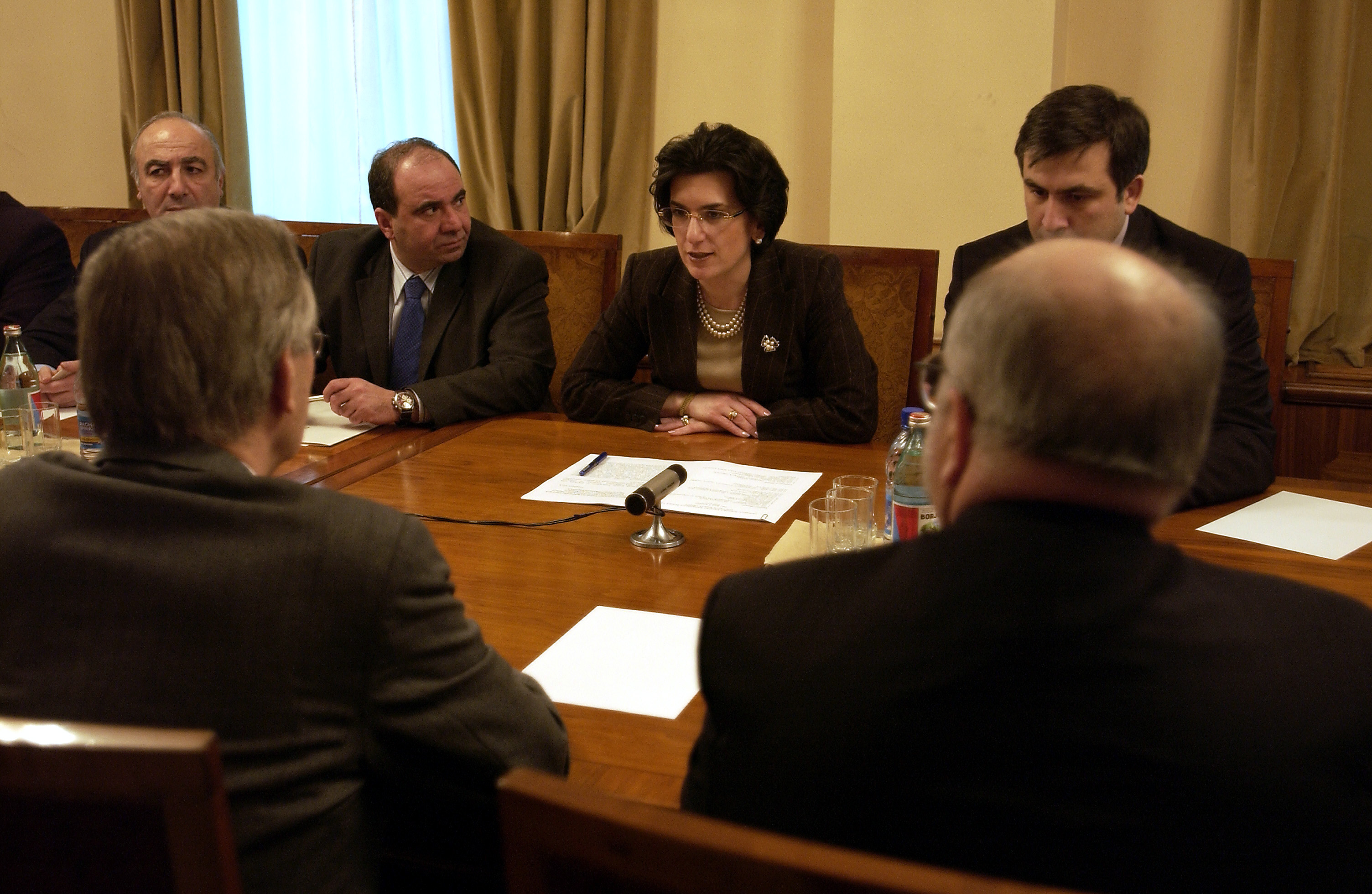
Na de Rozenrevolutie leidden premier Zoerab Zjvania (l), parlementsvoorzitter Nino Boerdzjanadze (n) en president Micheil Saakasjvili (r) het land.

De Verenigde Nationale Beweging formuleerde in aanloop naar de verkiezingen een aantal prioriteiten, waaronder het herstel van de territoriale integriteit van Georgië en de verbetering van de sociale omstandigheden voor de bevolking. De nieuwe regering erfde van Sjevardnadze een land dat op instorten stond, een failed state, waar endemische corruptie en georganiseerde misdaad, inclusief ontvoeringen, de norm waren geworden. De landsdelen Adzjarië, Dzjavacheti, Svanetië en Pankisi stonden feitelijk onder controle van lokale clans en Abchazië en Zuid-Ossetië hadden zich onafhankelijk verklaard. Daarnaast was cruciale infrastructuur, van elektriciteitsvoorziening tot wegen, in erbarmelijke staat.
De partij maakte geld beschikbaar voor sociale programma's en het bevorderen van het economisch klimaat voor met name het midden- en kleinbedrijf, door middel van belastingliberalisering en de vereenvoudiging van vergunningen. Om de territoriale integriteit te herstellen werkte de partij aan het intensiveren van de onderhandelingen met de afscheidingsrepublieken voor een vreedzame oplossing van de conflicten en het verwerven van internationale steun. In mei 2004 herstelde de regering het gezag over Adzjarië, toen ze de lokale dictator Aslan Abasjidze verjoeg in een vreedzame revolutie. In de zomer van 2004 escaleerden de spanningen rond Zuid-Ossetië, toen de Georgische autoriteiten een mislukte poging deden hier ook het gezag te herstellen. Een van de doelen was de smokkel van goederen uit Rusland door de Roki-tunnel te stoppen, omdat de Georgische douane op deze manier miljoenen dollars aan inkomsten misliep. Sindsdien namen de spanningen rond Abchazië en Zuid-Ossetië stapsgewijs toe en verslechterde de Georgische relatie met Rusland.
Het grote speerpunt van de regering was het terugdringen van de corruptie, iets waar de partij jaren later internationale erkenning voor kreeg. Dit beleid werd ook zichtbaar in de sterk verbeterde Georgische score in de jaarlijkse Corruptieperceptie-index van Transparency International, maar kwam ook met een binnenlandse prijs. De regering ontsloeg duizenden ambtenaren, met name in het politiekorps, en zuiverde hele overheidsorganisaties van corruptie. De snelheid en hardhandigheid waarmee dit en andere hervormingen ging, resulteerde binnen een paar jaar tot ontevredenheid onder de bevolking.

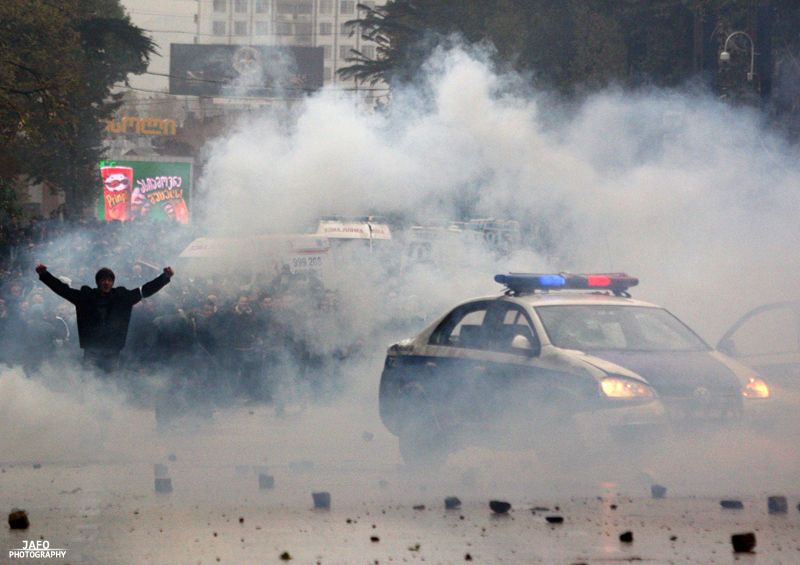
Confrontaties tussen demonstranten en politie in november 2007 werd een keerpunt in de reputatie van de post-revolutionaire regering.

Na de arrestatie van voormalig defensieminister Irakli Okroeasjvili braken in het najaar van 2007 grote demonstraties tegen de regering uit. De politie beëindigde deze met geweld, waarbij honderden gewonden vielen, wat de regering internationale reputatieschade kostte. De latere regering van Georgische Droom vervolgde Saakasjvili voor dit ingrijpen. Om aan de kritiek tegemoet te komen kondigde Saakasjvili vervroegde presidentsverkiezingen af voor een nieuw mandaat. Hij won minder overtuigend dan in 2004. Kort daarna vonden parlementsverkiezingen plaats, die de Verenigde Nationale Beweging won met een grondwettelijke meerderheid, geholpen door de winst in alle enkelvoudige districten van het gemengde kiesstelsel. De aanloop van de verkiezing was niet zonder controverse in de partij. Parlementsvoorzitter Nino Boerdzjanadze zou de partijlijst leiden, maar trok zich een maand voor de verkiezingen terug vanwege onenigheid over de samenstelling van de lijst. Ze stelde zich niet herkiesbaar en verliet na de verkiezingen het parlement. Een half jaar later begon ze een partij in oppositie tegen de Verenigde Nationale Beweging.

### Achilleshiel

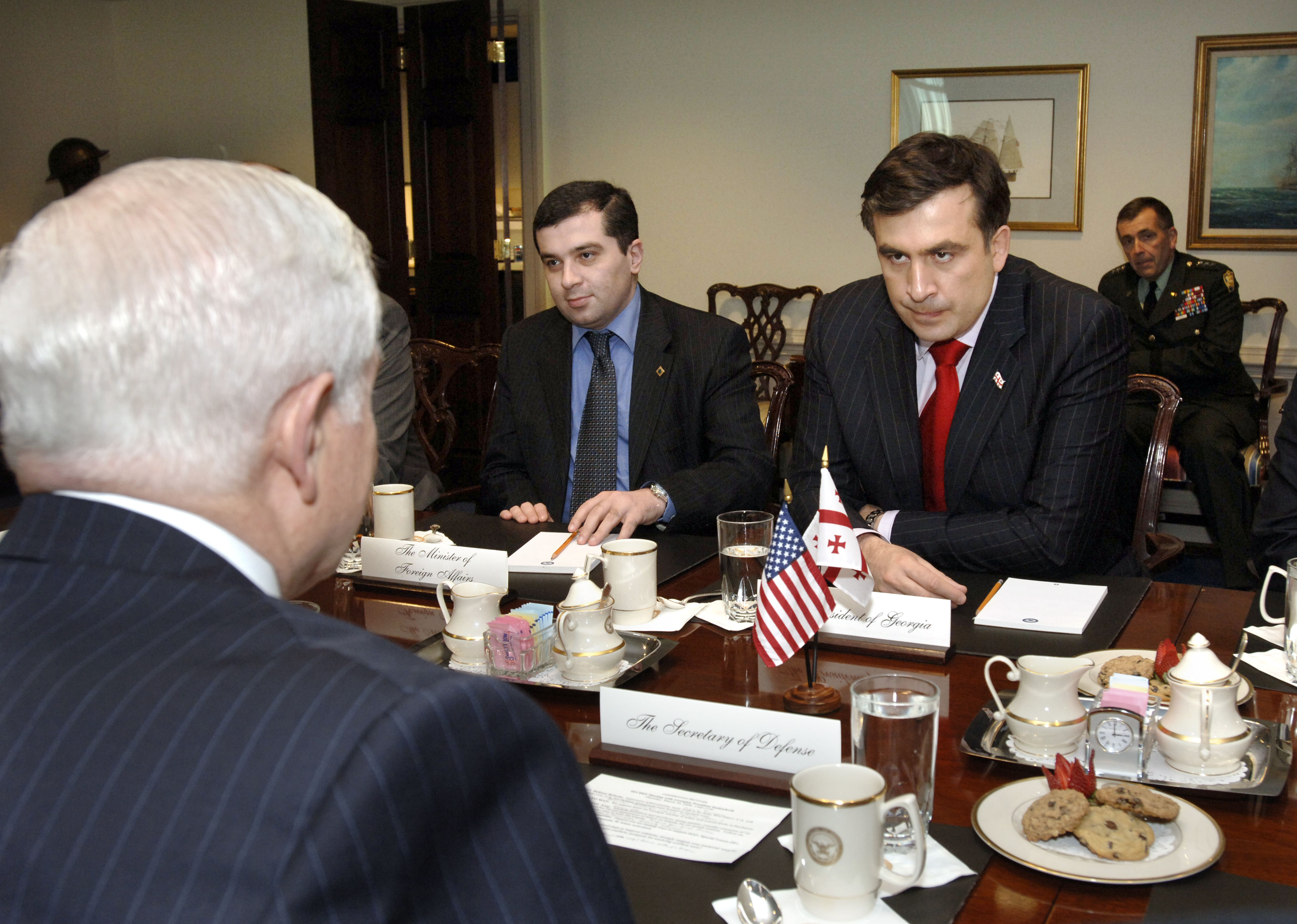
President Saakasjvili en buitenlandminister David Bakradze (l) op 20 maart 2008 in het Pentagon in gesprek met Robert Gates om Amerikaanse steun voor Georgisch NAVO-lidmaatschap te verwerven.

Vlak voor die parlementsverkiezingen ontving Georgië in april 2008 een "open deur" uitnodiging voor een toekomstig lidmaatschap van de NAVO, na actieve lobby van de regering. Vier maanden na de NAVO uitnodiging brak Russisch-Georgische Oorlog uit, die catastrofaal verliep voor Georgië. Onder leiding van de Nieuwe Rechtsen en de Republikeinen eiste de oppositie het aftreden van de regering en eiste nieuwe verkiezingen. Protestgolven in 2009 en 2011 haalden niks uit, terwijl de regering toenemend van autoritaire tendensen werd beticht.

Democratiseringsindexen van onder meer Freedom House, Reporters Without Borders en de Democratie-index van The Economist constateerden democratische erosie in de tweede regeertermijn van de Verenigde Nationale Beweging. De corruptiebestrijding ging hand-in-hand met een gepolitiseerd rechtssysteem dat in dienst stond van de autoriteiten, waarbij rechtstatelijke principes en een eerlijk proces bijzaak waren. Juridische gijzelneming, afpersing en onteigening van zakelijke bezittingen werd de norm. Onder het hoede van de Verenigde Nationale Beweging steeg de gevangenispopulatie met driehonderd procent. In 2010 had Georgië op drie landen na de meeste gevangenen per hoofd van de bevolking.

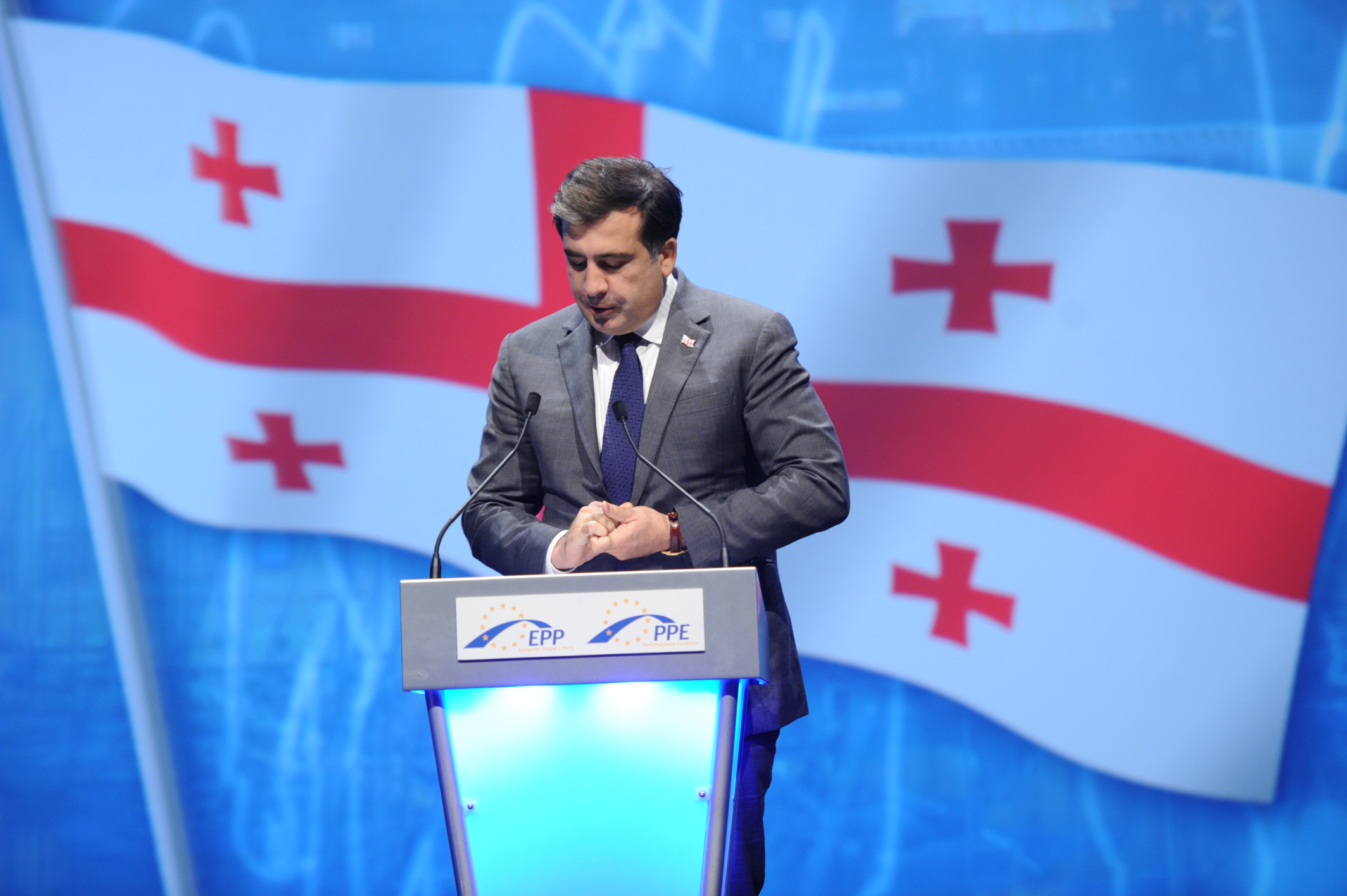
Micheil Saakasjvili als partijleider en president in 2011 op het congres van de Europese Volkspartij, waar de Verenigde Nationale Beweging zich mee associeerde.

De Verenigde Nationale Beweging vestigde haar macht in alle lagen van de overheid dat ze die voor lange tijd niet leek te hoeven opgeven. De oppositie was daarnaast verdeeld en machteloos. Dat veranderde toen oligarch Bidzina Ivanisjvili in oktober 2011 aankondigde de politiek in te gaan, binnen een half jaar zijn partij Georgische Droom oprichtte en daaromheen andere oppositiepartijen verzamelde. Twee weken voor de parlementsverkiezingen van oktober 2012 lekten videobeelden uit van mensonterend misbruik in de gevangenissen, die de langer rondzingende vermoedens voor de kiezers bevestigden. Het werd de genadeklap in de verkiezingen voor de Verenigde Nationale Beweging. De partij accepteerde haar verlies tegenover Georgische Droom. Het was de eerste democratische machtswisseling in Georgië, maar ook met de meest controversiële campagne. De Europese Unie had in de aanloop van de verkiezingen de kwaliteit ervan en een eventuele vreedzame machtsoverdracht aan verdere EU-integratie gekoppeld, waaronder de afronding van de onderhandelingen voor het associatie- en vrijhandelsverdrag. Deze waren in 2012 in de laatste fase.

### Vervolgd in oppositie

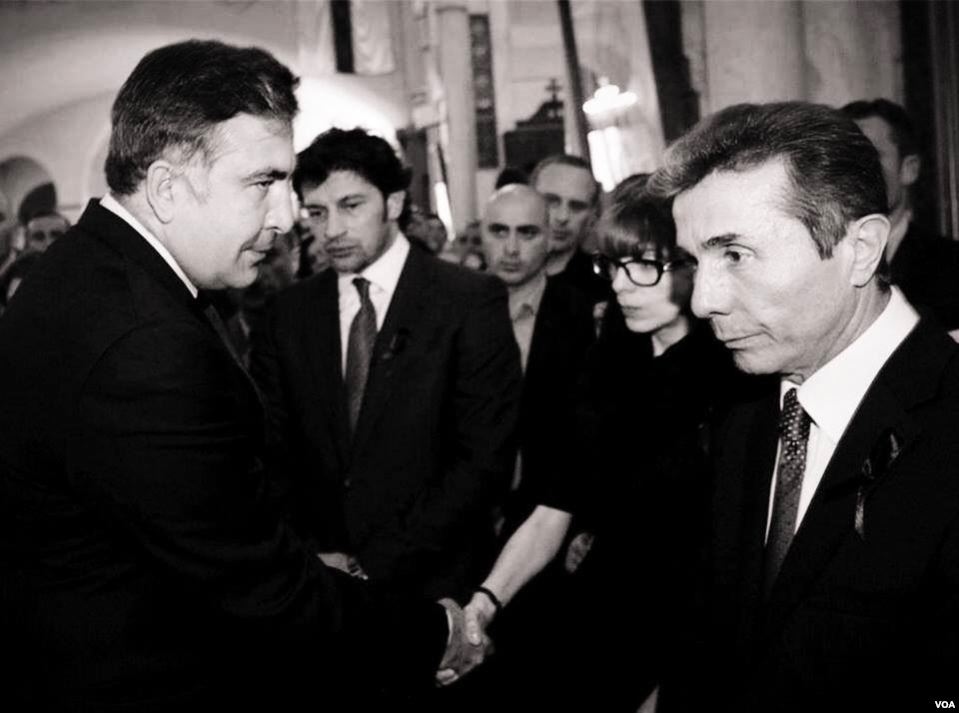
President Micheil Saakasjvili en premier van Georgische Droom Bidzina Ivanisjvili hadden een vijandige cohabitation in 2012-2013.

Partijleider Saakasjvili bleef daarna nog een jaar lang president tot de presidentsverkiezingen van oktober 2013, waarin hij niet herkiesbaar was. Het jaar cohabitation met premier Ivanisjvili van Georgische Droom verliep moeizaam en werd een open confrontatie tussen beide karakters. Georgische Droom begon meteen na hun aantreden met de vervolging van voormalige vertegenwoordigers van de Verenigde Nationale Beweging voor onder meer machtsmisbruik, te beginnen bij ministers, defensiestaf en de laatste premier Vano Merabisjvili. Na zijn aftreden in 2013 werd ook Saakasjvili vervolgd. Openbare aanklagers ondervroegen duizenden betrokkenen bij de partij, hetgeen resulteerde tot zorgen bij mensenrechtenorganisaties en de EU over politiek gemotiveerde vervolging en politiek revisionisme. In juni 2014 verloor de Verenigde Nationale Beweging in de gemeenteraadsverkiezingen het bestuur in alle gemeenten en was op alle bestuurslagen in de oppositie.
De partij probeerde het de regering zo moeilijk mogelijk te maken, als enige parlementaire oppositiepartij, onder meer door de binnenlandse politieke agenda te dwarsbomen. Daarnaast saboteerde de partij het pro-Westerse buitenlands beleid van de nieuwe regering, door Ivanisjvili in het Westen te bestempelen als een Russische oligarch die Georgië terug onder Russische invloed wilde plaatsen en van de westerse oriëntatie af halen. De uiterst gepolariseerde en vijandige relatie tussen de twee partijen domineerde het politieke klimaat sindsdien. In 2015 bereikte de heksenjacht van de regering tegen de Verenigde Nationale Beweging een voorlopig hoogtepunt met aantijgingen van een plan tot het plegen van een staatsgreep. De nieuwe rol van de partij had snel interne crises en conflict tot gevolg. Binnen een half jaar na de verkiezingen in 2012 verlieten twaalf van de 65 leden de fractie in het parlement, die vervolgens Georgische Droom steunden. De partij probeerde met demonstraties aan te tonen dat ze nog steeds vitaal en belangrijk was, maar dit kon de interne crises over de koers niet verhullen.

### Afsplitsingen
In de periode 2015-2017 waren er meerdere afsplitsingen vanwege onvrede over het gebrek aan vernieuwing in de partij, die de toekomstbestendigheid ervan onder druk zette. Dit had grotendeels te maken met het ballingschap van partijleider Saakasjvili in het buitenland als gevolg van zijn vervolging en zijn weigering het leiderschap af te staan. In mei 2015 splitsten vier parlementsleden zich af en begonnen onder leiding van Zoerab Dzjaparidze de libertaire partij Girtsji. In aanloop naar de parlementsverkiezingen van oktober 2016 scheidde voormalig vice-minister van justitie Giorgi Vasjadze ook af en begon de partij Nieuw Georgië. Ondanks deze strubbelingen, wist de partij in de verkiezingen nog ruim een kwart van de kiezers achter zich te houden en bleef veruit de grootste oppositiepartij. Dit was tot dan toe uitzonderlijk in Georgië, waar de voormalige regeringspartijen Ronde Tafel en Burgerunie snel van het toneel verdwenen zodra ze de macht kwijtraakten.

In januari 2017 splitsten twintig van de 27 verkozen parlementsleden zich af als Europees Georgië. Deze laatste afsplitsing had grote gevolgen voor de gemeenteraadsverkiezingen in oktober 2017, toen het electoraat van de Verenigde Nationale Beweging in Europees Georgië een alternatief zag. De partij bleef nog wel de grootste oppositiefactor, maar vond nog maar 17 procent van de kiezers achter zich, een verlies van tien procent ten opzichte van de parlementsverkiezingen een jaar eerder. Al deze jaren bleef Micheil Saakasjvili vanuit zijn ballingschap in het buitenland partijleider, wat de partij steeds meer opbrak. Oudgedienden beklaagden zich over gebrek aan leiderschap, waarbij Saakasjvili ook de broodnodige vernieuwing in de weg stond.

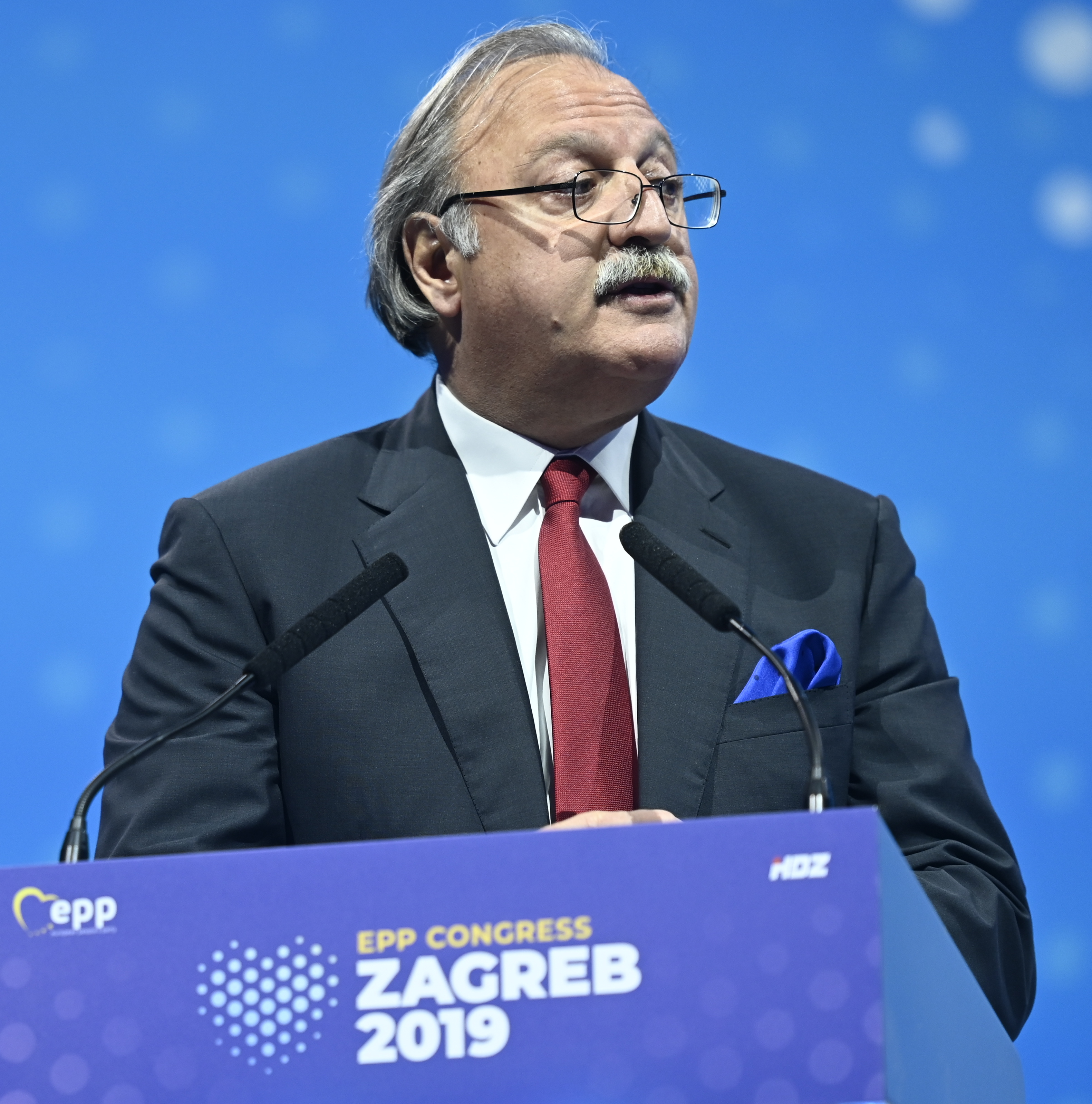
Voormalig buitenlandminister Grigol Vasjadze was de belangrijkste uitdager van de oppositie in de presidentsverkiezingen van 2018. Hier als partijvoorzitter op het congres van de Europese Volkspartij in 2019.

De Verenigde Nationale Beweging probeerde het tij te keren door de oppositie te verenigen achter een gezamenlijke kandidaat voor de presidentsverkiezingen van 2018, Grigol Vasjadze. De formeel onafhankelijke, maar door de regerende Georgische Droom gesteunde Salome Zoerabisjvili was zijn belangrijkste tegenstrever. Beide hoofdkandidaten waren eerder buitenlandminister onder Saakasjvili. De afsplitsingen Girtjsi en Europees Georgië zetten hun eigen partijleiders in als kandidaten, waardoor veel potentiële stemmen voor Vasjadze verloren gingen.
Vasjadze dwong een tweede ronde af met 38 procent van de stemmen, vlak achter Zoerabisjvili, wat voor het eerst was in Georgische presidentsverkiezingen. Zoerabisjvili won de tweede ronde waarover waarnemers stelden dat deze "niet eerlijk" was verlopen. De Verenigde Nationale Beweging bewees met de verkiezing dat ze nog steeds relevant was en de macht van Georgische Droom serieus kon bedreigen. De partij sprak van verkiezingsfraude, weigerde de resultaten te erkennen en eiste vervroegde parlementsverkiezingen onder een evenredig kiesstelsel. Het zette de toon van de partij voor de daaropvolgende jaren.

### Straatactivisme
Kort na de presidentsverkiezing van 2018 deed Saakasjvili in maart 2019 een stap terug in de partij en droeg Grigol Vasjadze voor als nieuwe partijleider. Hij beargumenteerde dat de verenigde oppositie het momentum moest pakken om een nieuwe coalitieregering tot stand te brengen, waarvoor de partij nieuw leiderschap nodig had. De eerstvolgende parlementsverkiezing in oktober 2020 voelde voor de gezamenlijke oppositie als hét moment om Georgische Droom te verslaan. De eerste test was in mei 2019, toen Saakasjvili's echtgenote Sandra Roelofs in de West-Georgische gemeente Zoegdidi nipt verloor als burgemeesterskandidaat namens de verenigde oppositie. Roelofs beargumenteerde dat de verkiezing haar was afgenomen door Georgische Droom en riep op tot nationaal protest. De voorzitter van de politieke raad van de partij, Nika Melia, nam dit haar niet in dank af en beklaagde zich over deze niet afgestemde actie. Hij lag vaker in de clinch met Saakasjvili over zijn grip op de partij.

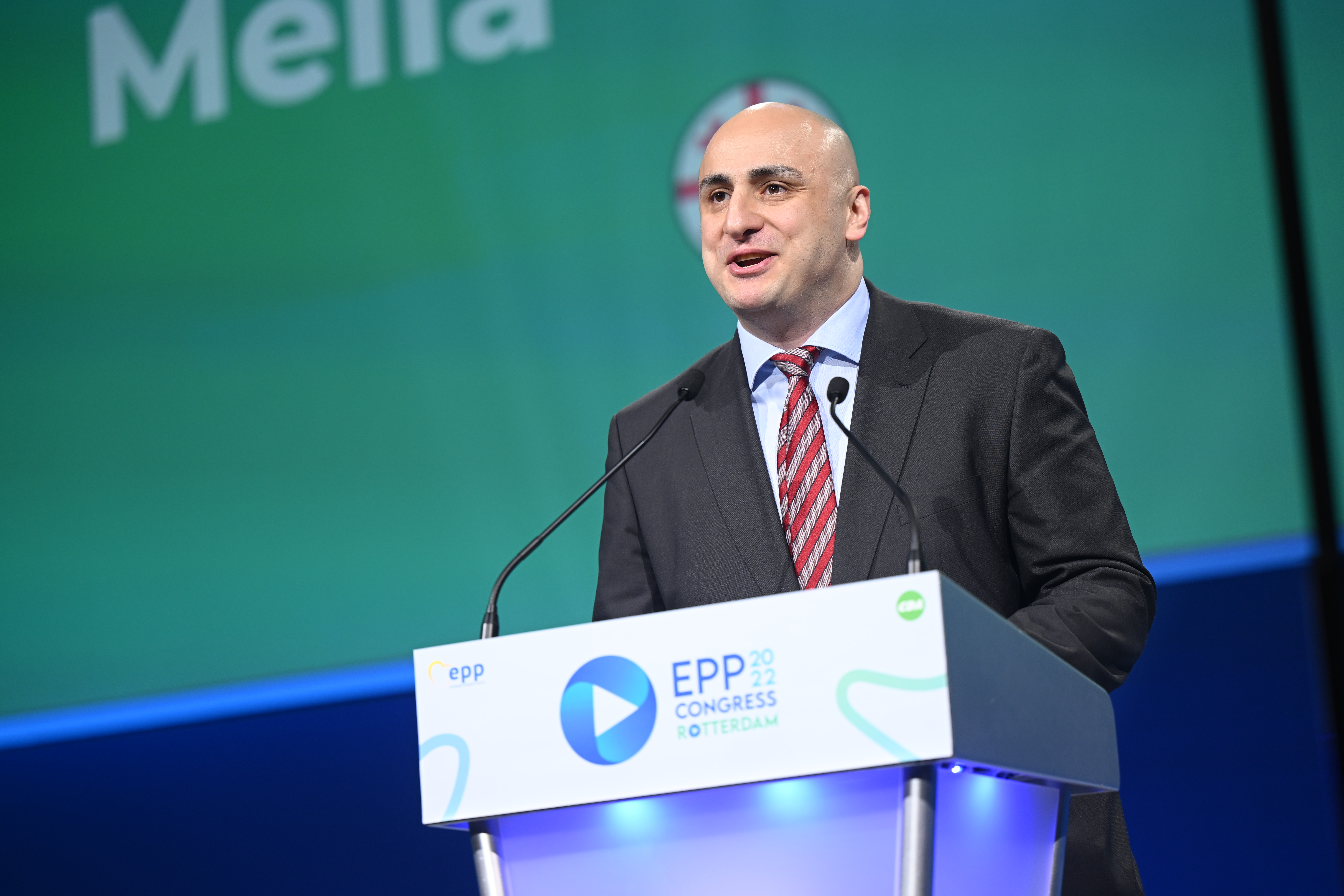
Partijleider Nika Melia op het congres van de Europese Volkspartij in Rotterdam (2022).

De Verenigde Nationale Beweging probeerde kort daarna in de zomer van 2019 tevergeefs een protestgolf naar zich toe te trekken. Demonstranten hielden dit tegen, omdat ze geen partijpolitieke bemoeienis wilden. Niettemin zag Georgische Droom wel een kop van jut in de partij tijdens de protesten en arresteerde Melia, nadat het parlement zijn parlementaire onschendbaarheid ophief. De openbare aanklager claimde opnamen te hebben waarin Melia opriep tot de bestorming van het parlement om de regering omver te werpen. In het najaar van 2019 was de partij betrokken bij protesten om een evenrediger kiesstelsel af te dwingen en deed ze mee met een blokkade van het parlement. De parlementsverkiezingen van oktober 2020 vonden vervolgens plaats met minder enkelvoudige kiesdistricten en een verlaagde kiesdrempel van een procent voor de evenredige vertegenwoordiging. 
De partij leidde in deze verkiezing de electorale alliantie 'Kracht is in Eenheid', waarin een aantal kleine partijen deelnamen en behaalde 27 procent van de stemmen. Dit was evenveel als in 2016, waarmee de partij het verlies in 2017 door de afsplitsing van Europees Georgië goedmaakte. De oppositiepartijen claimden verkiezingsfraude en boycotten het parlement een halfjaar. De Verenigde Nationale Beweging stopte de boycot pas in mei 2021, nadat de EU een borgtocht voor partijleider Melia betaalde. Melia volgde Grigol Vasjadze in december 2020 op als voorzitter, die de partij verliet vanwege frustraties over het gebrek aan strategie na de verkiezingen.

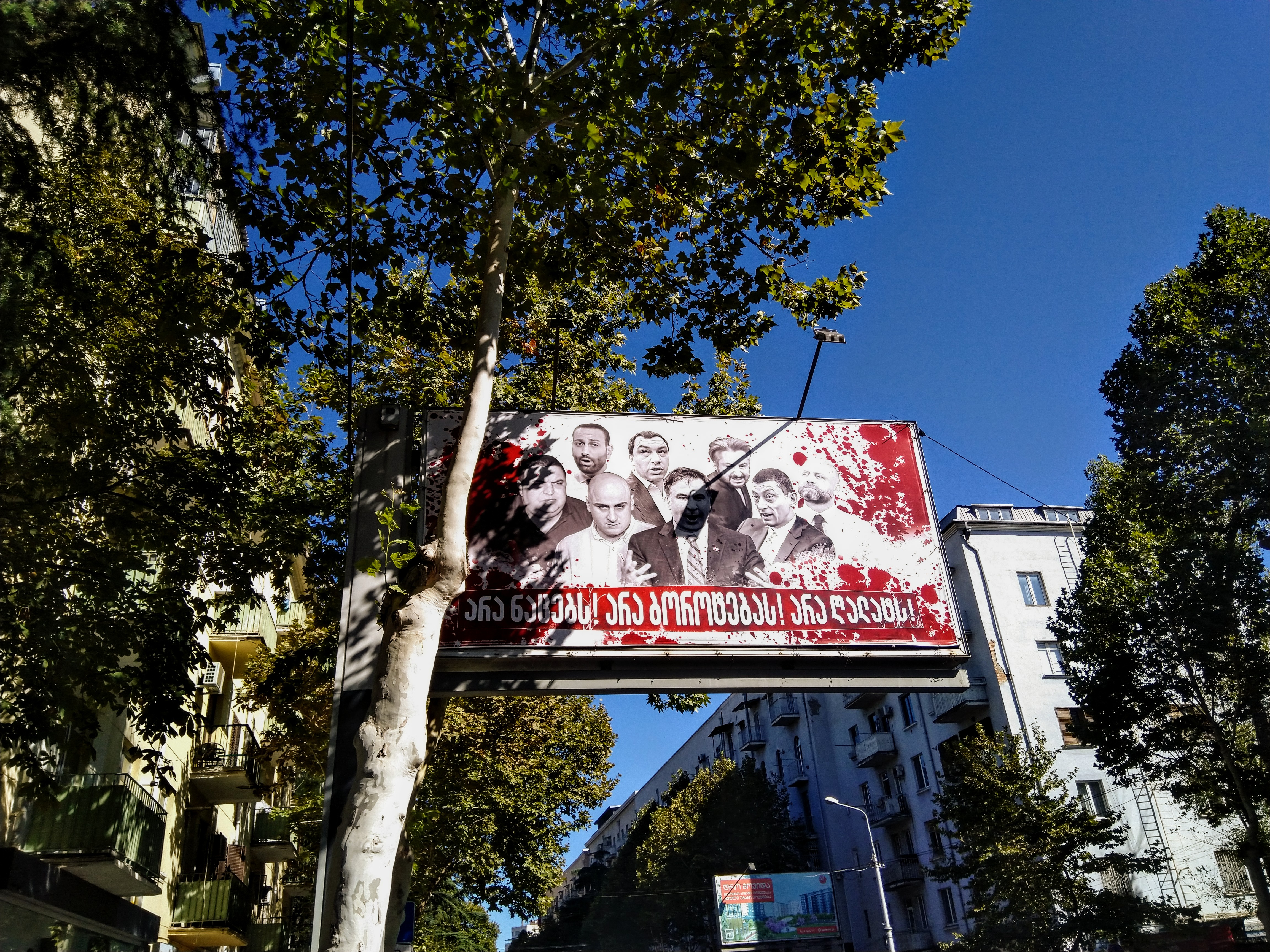
Anti-oppositie billboard van Georgische Droom tijdens de lokale verkiezingen van 2021, die de oppositieleiders afbeeldde met "bloed aan de handen" en Saakasjvili als centrale spil. De slogan was "Nee tegen Natsis, nee tegen het kwaad, nee tegen verraad".

Enkele dagen voor de gemeenteraadsverkiezingen van oktober 2021 keerde Saakasjvili voor het eerst sinds 2013 onverwachts terug in Georgië, door op illegale wijze het land binnen te reizen per veerboot uit Oekraïne. De politie arresteerde hem dezelfde dag. Het incident gaf nieuwe voeding aan de toch al ernstig gepolariseerde politieke verhoudingen in Georgië, dat niet verlost raakte van de titanenstrijd tussen oligarch Bidzina Ivanisjvili en zijn regerende Georgische Droom versus ex-president Saakasjvili en zijn Verenigde Nationale Beweging.
De partij kreeg in deze verkiezingen ruim dertig procent van de stemmen, haar beste resultaat sinds 2012. De gezamenlijke oppositie betwistte wederom de uitslag met straatprotesten. Partijleider Melia eiste tijdens een oppositieprotest een maand na de verkiezingen het "teruggeven van de gestolen verkiezingen". Daarnaast eiste hij dat de hongerstakende Saakasjvili zou worden overgebracht naar een civiel ziekenhuis en dat hij vrijgelaten zou worden. De regering ging niet op deze eisen in, waarna het protest snel uitdoofde. In een zevental gemeenten kregen de Verenigde Nationale Beweging en Voor Georgië van voormalig premier Giorgi Gacharia gezamenlijk een nipte meerderheid en haalden daar de Georgische Droom uit de macht.

### Leiderschapscrisis

Partijleider Levan Chabeisjvili werd in april 2024 zwaar mishandeld door ordetroepen, waarna hij aftrad.

Ontevredenheid over het leiderschap van Melia, maar ook de plotselinge terugkeer van Saakasjvili die de partij in een moeilijke positie bracht, veroorzaakte frictie in de partij. Melia werd onder meer verweten dat hij niet genoeg deed om Saakasjvili vrij te krijgen. Daarnaast was er frictie tussen Melia en de belangrijkste financier van de partij Davit Kezerasjvili, over wie Melia zei dat hij een "soort van oligarch is". De verdeeldheid in de partij over de koers en het leiderschap had zijn weerslag op de kiezers. Na een bittere campagne verloor Melia in januari 2023 de interne verkiezing om het voorzitterschap aan Levan Chabeisjvili. Dit gold als een overwinning van het "pro-Saakasjvili" kamp in de partij. De nieuwe partijvoorzitter maakte meteen schoon schip met een nieuwe politieke raad van de partij, wat de bodem legde voor nieuwe onvrede.
Melia's rol in de partij raakte daarna snel uitgespeeld. Chabeisjvili wees hem in november 2023 de deur na een conflict over het nieuwe partijmanifest. Hij verweet Melia dat hij de partij schaadde met zijn activiteiten en uitlatingen en mocht niet meer namens de partij spreken. In december 2023 vertrok Melia uit de Verenigde Nationale Beweging en kondigde de oprichting van een eigen partij aan. Het vertrek van Melia beschadigde het leiderschap van Chabeisjvili. Door het hele land verlieten tientallen raads- en afdelingsleden de partij. Op 30 april 2024 werd Chabeisjvili ernstig in elkaar geslagen door oproerpolitie tijdens protesten tegen de zogeheten "buitenlandse agent"-wet, waar hij onder meer een gebroken neus aan overhield. Op 8 juni 2024 legde hij als gevolg hiervan op doktersadvies het partijleiderschap neer en droeg dit over aan Tina Bokoetsjava. Zijn gezondheid liet het niet toe om op volle kracht leiding te geven aan de partij in de aanloop naar de verkiezingen van oktober 2024.

### Boycot en buitenparlementair

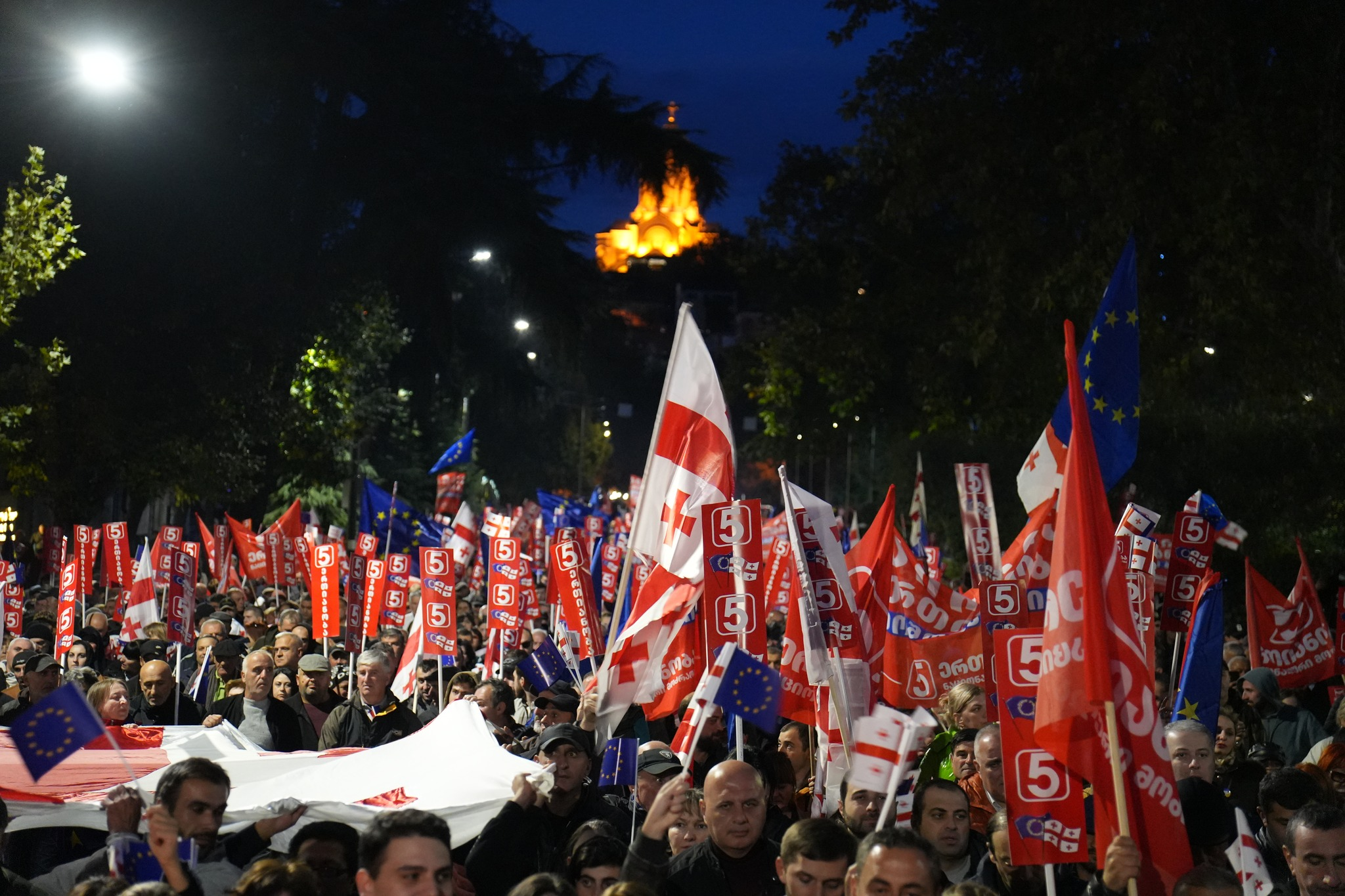
Partijmanifestatie een week voor de verkiezingen van 26 oktober 2024.

In aanloop naar de parlementsverkiezingen van 2024 sloot de partij in juli 2023 een verbond met Strategie Agmasjenebeli, waar in de zomer van 2024 Europees Georgië zich bij aansloot. Het verbond nam deel aan de verkiezingen onder de naam 'Eenheid - Nationale Beweging' op de partijregistratie van de Verenigde Nationale Beweging. Het blok werd derde in de verkiezingen, achter Georgische Droom en 'Coalitie voor Verandering'. Melia's partij Achali, trekker van de Coalitie voor Verandering, met daarin de kleine partijen Girtsji – Meer Vrijheid, Droa en de Republikeinse Partij, had een groot deel van het electoraat van de Verenigde Nationale Beweging afgenomen. Met tien procent van de stemmen had de partij het slechtste resultaat sinds haar oprichting.

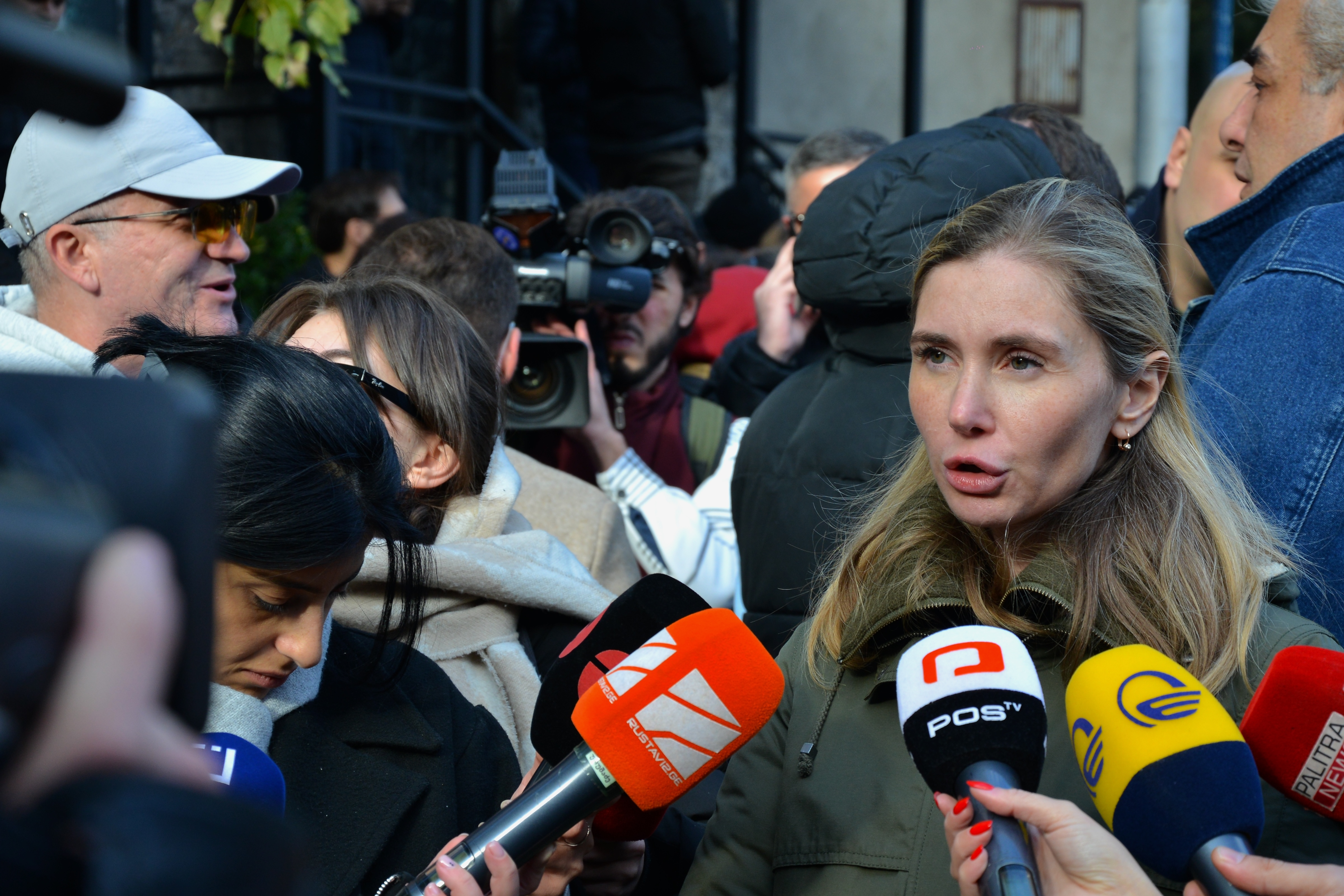
Partijleider Bokoetsjava bij het Hof van Beroep in Tbilisi voor betwisten van uitslagen.

Zowel de oppositie als binnenlandse en buitenlandse waarnemers bekritiseerden de stembusgang als frauduleus. De oppositiepartijen boycotten het parlement en demonstreerden voor nieuwe verkiezingen. Ook boycotten ze de presidentsverkiezing in december 2024, omdat het kiescollege hiervoor zou bestaan uit onder meer de nieuw gekozen parlementsleden. Op 5 februari 2025 trok het parlement 49 van de 61 zetels van de oppositie op hun verzoek in, inclusief de zestien zetels van de Verenigde Nationale Beweging. De zetels bleven vacant omdat de partij ook de kandidatenlijst liet annuleren. Hiermee verdween de Verenigde Nationale Beweging voor het eerst sinds haar bestaan uit het parlement. De partij gaf haar protest een vervolg door ook ook de gemeenteraadsverkiezingen van oktober 2025 te boycotten. Partijleider Bokoetsjava noemde deelname hieraan "verraad aan de zaak van de oppositie".
Tijdens de verkiezingscampagne van 2024 en daarna maakte de regerende Georgische Droom duidelijk dat ze de Verenigde Nationale Beweging wil verbieden, inclusief haar zogeheten "satellieten". Oftewel alle partijen die Georgische Droom als afgeleide beschouwde, waaronder Europees Georgië, Strategie Agmasjenebeli, Girtsji – Meer Vrijheid en Lelo voor Georgië. Hiertoe richtte Georgische Droom in februari 2025 de zogeheten commissie-Tsoeloekiani op, die vermeende "misdaden" onderzocht begaan door de regering-Saakasjvili in de periode 2003-2012. Meerdere oppositieleiders weigerden voor de commissie te verschijnen voor ondervraging, omdat ze het parlement dat in 2024 was gekozen niet erkenden en daarmee ook de parlementscommissies niet, en kregen daarvoor een celstraf tot acht maanden.

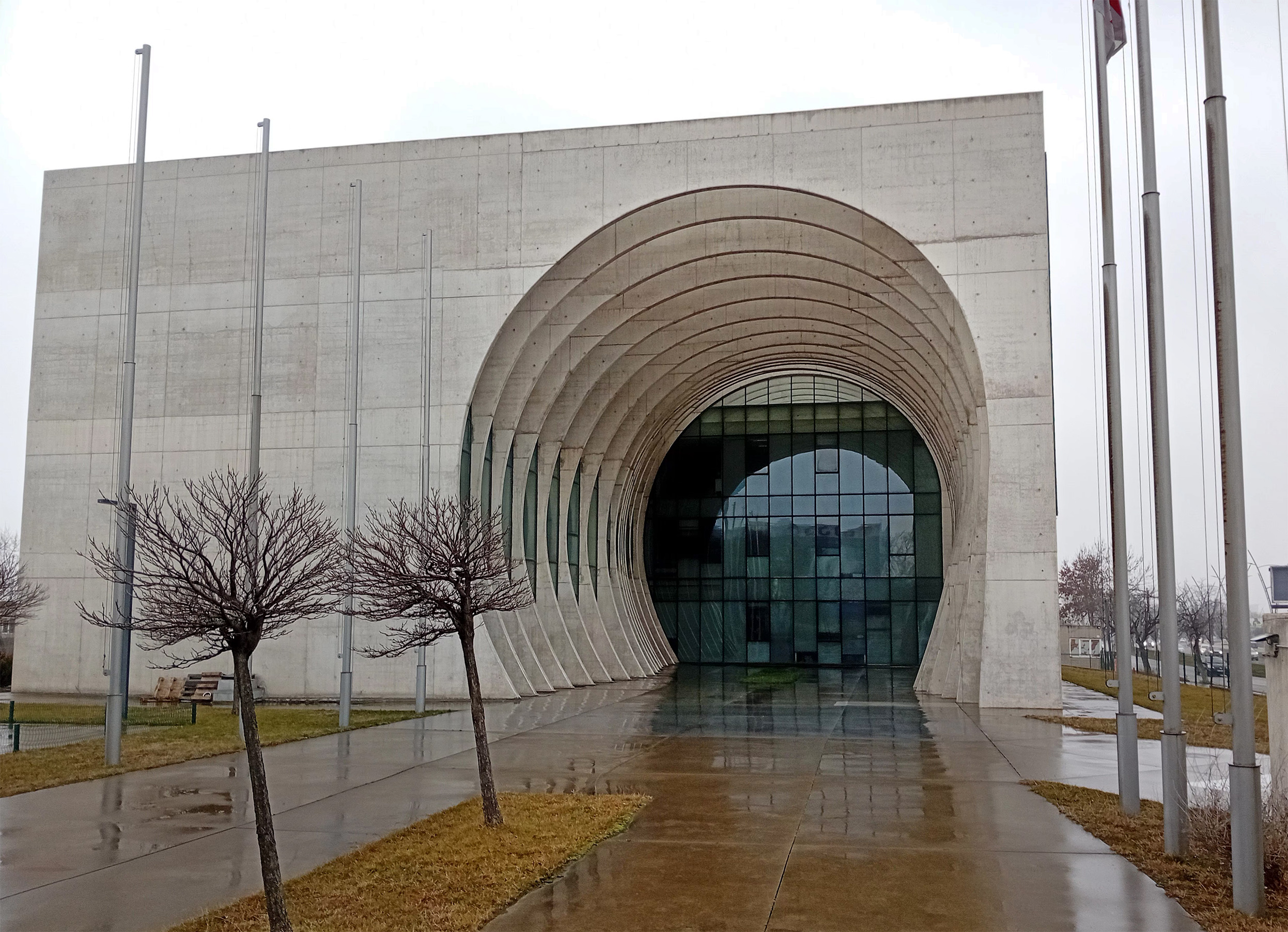
In 2025 verkocht de partij haar markante hoofdkantooor aan de Kakheti Highway om de kas aan te vullen. De partij had dit op maat laten bouwen in 2010-2011.

De partij koppelde in eerste instantie deelname aan de gemeenteraadsverkiezingen van oktober 2025 aan nieuwe parlementsverkiezingen, maar met het verstrijken van de tijd besloot de partij definitief deze te boycotten. Deelname zou volgens de partij legitimiteit geven aan de regering van Georgische Droom. Daarnaast zouden de verkiezingen toch oneerlijk gaan verlopen, met dezelfde manipulaties als in 2024 om de gewenste uitslag te krijgen, zo was de redenering van de partij. Het was daarmee de eerste verkiezing sinds haar oprichting die de partij oversloeg. Ook verloor ze hierdoor haar claim op verkiezingsnummer 5, dat steevast onderdeel was geworden van haar partij-identiteit. De belangrijkste oppositiepartijen waren verdeeld over deelname. Coalitiegenoten Strategie Agmasjenebeli en Europees Georgië, alsmede Achali, Girtsji – Meer Vrijheid en Droa van de 'Coalitie voor Verandering' waren uitgesproken voor boycot, terwijl Lelo en Voor Georgië voor deelname waren.

## Ideologie
De Verenigde Nationale Beweging wordt doorgaans gekarakteriseerd als een centrumrechtse, liberale en pro-Europese partij met conservatieve en civiel nationalistische elementen. De partij was in haar beginjaren sterk reformistisch, wat besloten lag in haar oorsprong uit de reformistische vleugel van de Burgerunie. Daarnaast gebruikte de partij ook regelmatig linksere terminologie en ideeën over sociale rechtvaardigheid.
De vroege periode van de Verenigde Nationale Beweging voor de Rozenrevolutie van 2003 was een van de meest treffende voorbeelden van een one-issuepartij in Georgië. Het waren de reformisten en corruptiebestrijders die de Burgerunie verlieten en de Nationale Beweging oprichtten. De partij wist een duidelijke identiteit neer te zetten, niet op basis van ideologie, maar op basis van het innemen van scherpe posities rond corruptie en hervormingen. Dit bepaalde de ontwikkeling van de Verenigde Nationale Beweging als anticorruptiepartij. Dit bracht de partij in de beginjaren populariteit, toen corruptie het meest acute probleem was in Georgië en burgers dat ook zo ervoeren.

### Sociaal-economische prioriteiten

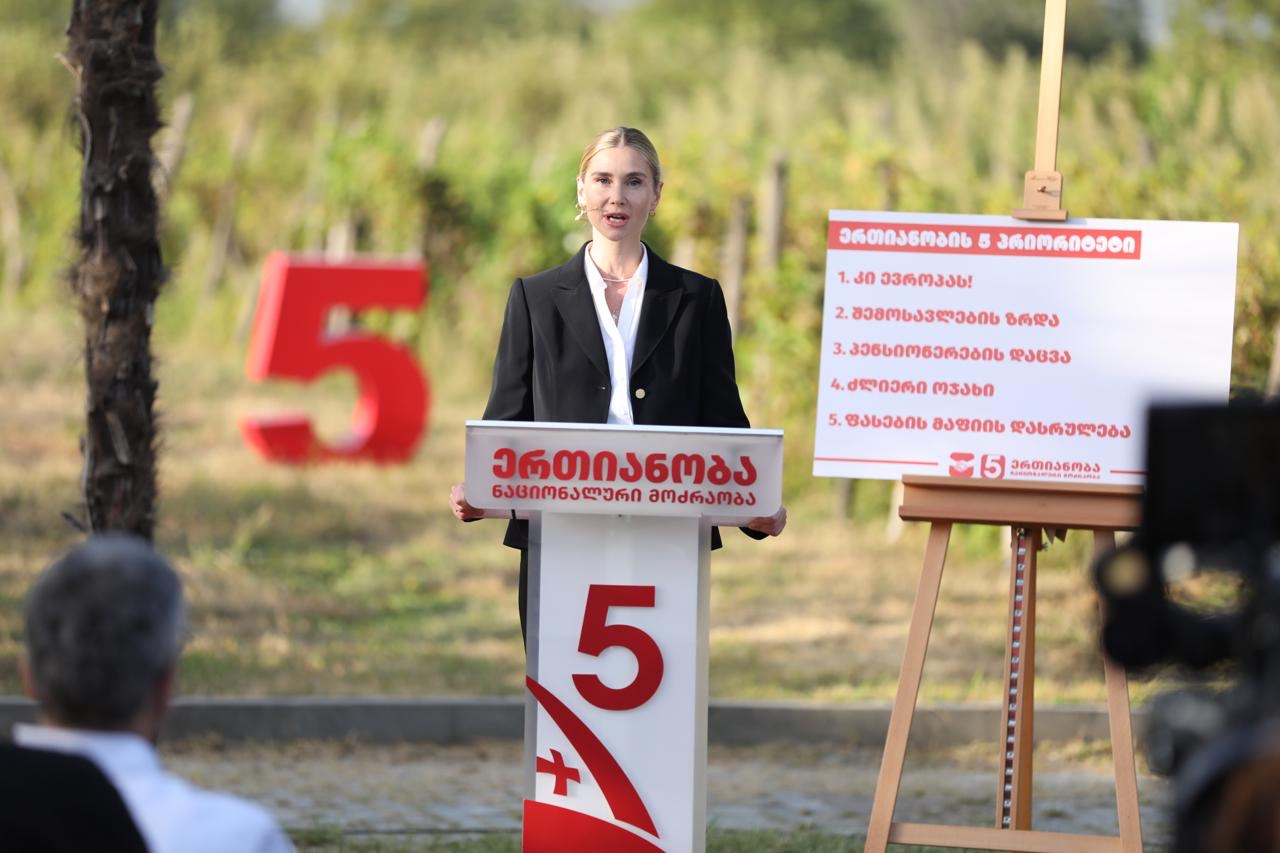
Partijleider Tina Bokoetsjava presenteert de vijf prioriteiten in 2024.

Voor de verkiezingen van 2020 stelde de partij een vijftal prioriteiten, waaronder de reductie van het aantal belastingen naar alleen het heffen van omzetbelasting (BTW), met in het verlengde daarvan het reduceren van de lastendruk van 26 procent naar 15 procent. De partij beredeneerde dat dit een vliegwieleffect heeft op de welvaart: het jaagt de economische groei aan, waardoor het inkomen van burgers. Door de groeiende bestedingen stijgen de BTW inkomsten, waardoor de staatskas voldoende gevuld blijft.
Andere prioriteiten waren het met de helft goedkoper maken van medicijnen, meer financiering voor scholing, hogere beurzen voor studenten, een kleinere overheid en deregulering. De partij wilde 10 miljard dollar aan investeringen in de economie aantrekken. Het ondernemersklimaat moet vrijer worden en de regels moeten minder repressieve kanten hebben bij overtreding. Zo wil de partij gevangenisstraffen en strafrechtelijke vervolging voor economische en fiscale delicten afschaffen. De Financiële Politie, door de partij ooit opgericht, wilde ze weer afschaffen. Daarnaast moet de rol van arbitrage groter worden.
De partij maakte daarnaast afspraken met Europees Georgië, Girtsji en Strategie Agmasjenebeli om zich in te zetten voor landrestitutie. Het plan was om percelen die aantoonbaar duurzaam in gebruik zijn door burgers, maar niet als zodanig op hun naam staan, officieel als hun eigendom te registreren. De partijen spraken ook af om het privéonderwijs te dereguleren en het openbaar onderwijs te liberaliseren.
In 2024 stelde de partij onder andere dat de hervorming van het rechtssysteem een voorwaarde is voor het verbeteren van het investeringsklimaat en daarmee economische groei en de groei van het inkomen van burgers. Hiertoe moeten tevens de anti-corruptie inspanningen vergroot worden. Daarnaast kwam de partij met een werkgelegenheidsprogramma voor de sociaal kwetsbaren en een programma om emigranten te stimuleren terug te keren naar Georgië. Om het geboortecijfer op te krikken, stelde de partij hogere kindertoeslagen in het vooruitzicht, oplopend van 500 Georgische lari voor het eerste kind tot 1500 lari voor het derde kind, per kind per maand.

### Buitenlands beleid
De partij is een sterk voorstander van Georgisch EU- en NAVO-lidmaatschap. De partij is tevens voor het herstel van het gezag over de separatistische regio's Abchazië en Zuid-Ossetië. De partij vindt dat Georgië zo snel mogelijk lid moet worden van de EU, dat onder de regering van Georgische Droom in het gedrang is gekomen, ondanks de kandidaatsstatus die Georgië in 2023 kreeg. De partij beloofde in 2024 dat ze zo snel mogelijk alle wetten terug zou draaien die de start van de toetredingsgesprekken in de weg staan. Daarnaast wil ze met de EU een actieplan overeenkomen, zodat Georgië in 2030 lid kan worden. Met betrekking tot Rusland, zag de partij in 2020 geen perspectief om het overlegformaat dat Georgische Droom in 2012 invoerde door te zetten en wilde dit schrappen.

## Publieksperceptie
Deelnemers aan een publieksonderzoek in 2023 zagen de afsplitsingen Europees Georgië en Strategie Agmasjenebeli als satellieten van de Verenigde Nationale Beweging, met gelijksoortige ideologie en standpunten, waardoor ze moeilijk te onderscheiden zijn. De deelnemers gaven daarbij aan dat de partij een duidelijke identiteit heeft, die ook duidelijk afsteekt tegen de belangrijkste tegenstrever, de Georgische Droom. De partij is ook sterk geassocieerd met de Rozenrevolutie, hervormingen, strijd tegen corruptie, de infrastructuurontwikkeling, maar ook problemen met betrekking tot mensenrechten.

## Verkiezingen
Een overzicht van de verkiezingsuitslagen voor de partij.

### Parlementsverkiezingen
De Verenigde Nationale Beweging deed meestal mee als trekkende partij van een electorale alliantie, waarbij in verschillende samenstelling kleinere partijen op de partijlijst van UNM meeliften. De partij legde lijstnummer 5 vast voor deelname aan verkiezingen.
| 2003                     | 5 | 345.197   | 18,7 | 3 | 32  | 10 | 42 / 235  | Nieuw | Geannuleerd         | [ 60 ] |
| 2004                     | 5 | 992.275   | 67,7 | 1 | 135 | 18 | 153 / 235 | 153   | Regerend            | [ 61 ] |
| 2008                     | 5 | 1.050.237 | 59,2 | 1 | 48  | 71 | 119 / 150 | 21    | Regerend            | [ 62 ] |
| 2012                     | 5 | 867.432   | 40,3 | 2 | 33  | 32 | 65 / 150  | 54    | Oppositie           |        |
| 2016                     | 5 | 477.053   | 27,1 | 2 | 27  | 0  | 27 / 150  | 38    | Oppositie           |        |
| 2020                     | 5 | 523.127   | 27,2 | 2 | 36  | 0  | 36 / 150  | 9     | Oppositie           | [ 63 ] |
| 2024                     | 5 | 211.216   | 10,2 | 3 | 16  | -  | 16 / 150  | 29    | Oppositie           | [ 64 ] |
| 2024                     | 5 | 211.216   | 10,2 | 3 | 16  | -  | 16 / 150  | 29    | Buiten-parlementair | [ 65 ] |
| Bronnen: CESKO, Publika, |   |           |      |   |     |    |           |       |                     |        |

### Presidentsverkiezingen
De Verenigde Nationale Beweging nomineerde bij elke presidentsverkiezing haar eigen kandidaten. De partij nomineerde bij de besloten verkiezing van 2024 geen kandidaat uit protest tegen de frauduleus verlopen parlementsverkiezing zeven weken eerder.  
| Verkiezing | Kandidaat           | Eerste ronde | Eerste ronde | Eerste ronde | Tweede ronde | Tweede ronde | Tweede ronde | Winnaar               | Noot   |
| Verkiezing | Kandidaat           | Stemmen      | %            | #            | Stemmen      | %            | #            | Winnaar               | Noot   |
| ---------- | ------------------- | ------------ | ------------ | ------------ | ------------ | ------------ | ------------ | --------------------- | ------ |
| 2004       | Micheil Saakasjvili | 1.890.256    | 96,2         | 1e           |              |              |              | Saakasjvili           | [ 68 ] |
| 2008       | Micheil Saakasjvili | 1.060.042    | 53,5         | 1e           |              |              |              | Saakasjvili           | [ 69 ] |
| 2013       | David Bakradze      | 354.103      | 21,7         | 2e           |              |              |              | Giorgi Margvelasjvili | [ 70 ] |
| 2018       | Grigol Vasjadze     | 601.224      | 37,7         | 2e           | 780.680      | 40,5         | 2e           | Salome Zoerabisjvili  | [ 71 ] |
|            |                     |              |              |              |              |              |              |                       |        |

### Gemeenteraadsverkiezingen
De partij werd in 2002 de tweede grootste in Tbilisi, kort achter de Arbeiderspartij. In de rest van het land deed de partij niet echt mee en wist een extra zetel te behalen. Daarna deed de Verenigde Nationale Beweging telkens mee onder haar vaste lijstnummer 5. De partij was in die hoedanigheid de centrale spil van electorale allianties met kleinere partijen. Na 2012 kwam de partij meermaals als tweede uit de stembusgang achter Georgische Droom. In 2021 groeide de partij in aanhang na jarenlange gestage neergang, en kreeg bijna een derde van de stemmen. In 2025 boycotte de partij deelname.
| 2002            | 34                     |                        |                        |                        | 15                     |                        | 15 / 4.801             | [ 72 ]               |
| 2002 Tbilisi    | 34                     | 66.925                 | 23,6                   | 2                      | 14                     |                        | 14 / 49                | [ 72 ]               |
| 2006            | 5                      |                        | 6,4                    | 3                      | 587                    | 950                    | 1.537 / 1.731          | [ 73 ] [ 74 ] [ 75 ] |
| 2006 Tbilisi    | 5                      | 204.261                | 66,5                   | 1                      | 9                      | 25                     | 34 / 37                | [ 73 ]               |
| 2010            | 5                      | 1.119.641              | 67,8                   | 1                      | 509                    | 983                    | 1.492 / 1.738          | [ 76 ] [ 77 ]        |
| 2010 Tbilisi    | 5                      | 234.150                | 52,5                   | 1                      | 14                     | 25                     | 39 / 50                | [ 76 ] [ 77 ]        |
| 2014            | 5                      | 317.395                | 22,4                   | 2                      |                        |                        | 281 / 2.088            | [ 78 ] [ 79 ]        |
| 2014 Tbilisi    | 5                      | 85.858                 | 26,1                   | 2                      | 7                      | 0                      | 7 / 50                 | [ 78 ] [ 79 ]        |
| 2017            | 5                      | 256.547                | 17,1                   | 2                      | 157                    | 25                     | 182 / 2.043            | [ 78 ] [ 80 ] [ 81 ] |
| 2017 Tbilisi    | 5                      | 68.432                 | 17,7                   | 2                      | 5                      | 0                      | 5 / 50                 | [ 82 ] [ 80 ] [ 81 ] |
| 2021            | 5                      | 541.063                | 30,7                   | 2                      | 447                    | 60                     | 507 / 2.068            | [ 83 ] [ 84 ] [ 85 ] |
| 2021 Tbilisi    | 5                      | 133.926                | 28,0                   | 2                      | 13                     | 0                      | 13 / 50                | [ 83 ] [ 84 ]        |
| 2025            | Geen deelname (boycot) | Geen deelname (boycot) | Geen deelname (boycot) | Geen deelname (boycot) | Geen deelname (boycot) | Geen deelname (boycot) | Geen deelname (boycot) |                      |
| Bronnen: CESKO, |                        |                        |                        |                        |                        |                        |                        |                      |

## Partijleiders
Oprichter Saakasjvili bleef tijdens zijn feitelijk ballingschap in het buitenland voorzitter van de partij. De autoriteiten trokken in 2015 het Georgische staatsburgerschap van Saakasjvili in, vanwege het aannemen van een Oekraïense nationaliteit, waarna ze hem in december 2015 formeel uitschreven bij de centrale partijregistratie als partijvoorzitter. Bij wet kunnen buitenlanders geen politieke functies bekleden. Saakasjvili bleef informeel de leider van de partij tot hij in maart 2019 omwille van politieke slagkracht bij zijn afwezigheid zijn positie neerlegde.
| # | Naam                | Van              | Tot              | Noot   |
| - | ------------------- | ---------------- | ---------------- | ------ |
| 1 | Micheil Saakasjvili | december 2001    | 24 maart 2019    | [ 86 ] |
| 2 | Grigol Vasjadze     | 24 maart 2019    | 15 december 2020 | [ 87 ] |
| 3 | Nika Melia          | 27 december 2020 | 5 februari 2023  | [ 88 ] |
| 4 | Levan Chabeisjvili  | 5 februari 2023  | 8 juni 2024      | [ 89 ] |
| 5 | Tina Bokoetsjava    | 8 juni 2024      |                  | [ 45 ] |
|   |                     |                  |                  |        |

## Internationale relaties
In september 2007 werd de partij een waarnemend lid van de pan-Europese christendemocratische partij, de Europese Volkspartij (EVP). De partij is lid van Internationale Democratische Unie (IDU), de wereldwijde koepelorganisatie van conservatief georiënteerde partijen.